# Otto Illies

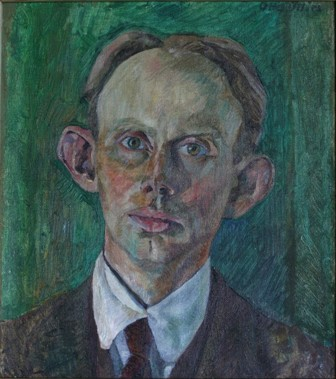
Selbstporträt, um 1912

Otto Illies (* 25. Januar 1881 in Yokohama, Japan; † 22. Februar 1959 in Wernigerode) war ein deutscher Maler.

## Leben
Otto Illies, ein Vetter des Malers Arthur Illies, wurde als Sohn des Überseekaufmanns Carl Illies in Japan geboren und verbrachte dort einen Teil seiner Kindheit. Die übrigen Kinderjahre lebte er in Blankenese, später dann in Schleswig-Holstein auf dem Land. 1898–99 erhielt er Malunterricht bei Georg Burmester in Kiel und 1900/01 bei Ernst Eitner in Hamburg. Ab 1901 studierte er an der Universität München Kunstgeschichte und Geschichte und besuchte die Aktschule von Heinrich Knirr.
1904 bis 1908 war Illies Meisterschüler der Aktklasse Ludwig von Hofmanns an der Weimarer Kunstschule. Er war befreundet mit seinen Mitschülern Ivo Hauptmann, Hans Delbrück, Arnold Dahlke, Rudolf Siegmund, Erwin Vollmer, Herbert von Treskow, Georg Gerken, Willy Preetorius und Muckel Schlittgen sowie mit Carl Lambrecht. Später war er auch mit Ludwig von Hoffmann eng befreundet (umfangreicher Briefwechsel im Ludwig-von-Hofmann-Archiv in Zürich). In Weimar kam Illies mit dem Neoimpressionismus in Berührung, mit dem er sich intensiv und nachhaltig auseinandersetzte, von dem er sich schließlich jedoch entschieden abwandte.

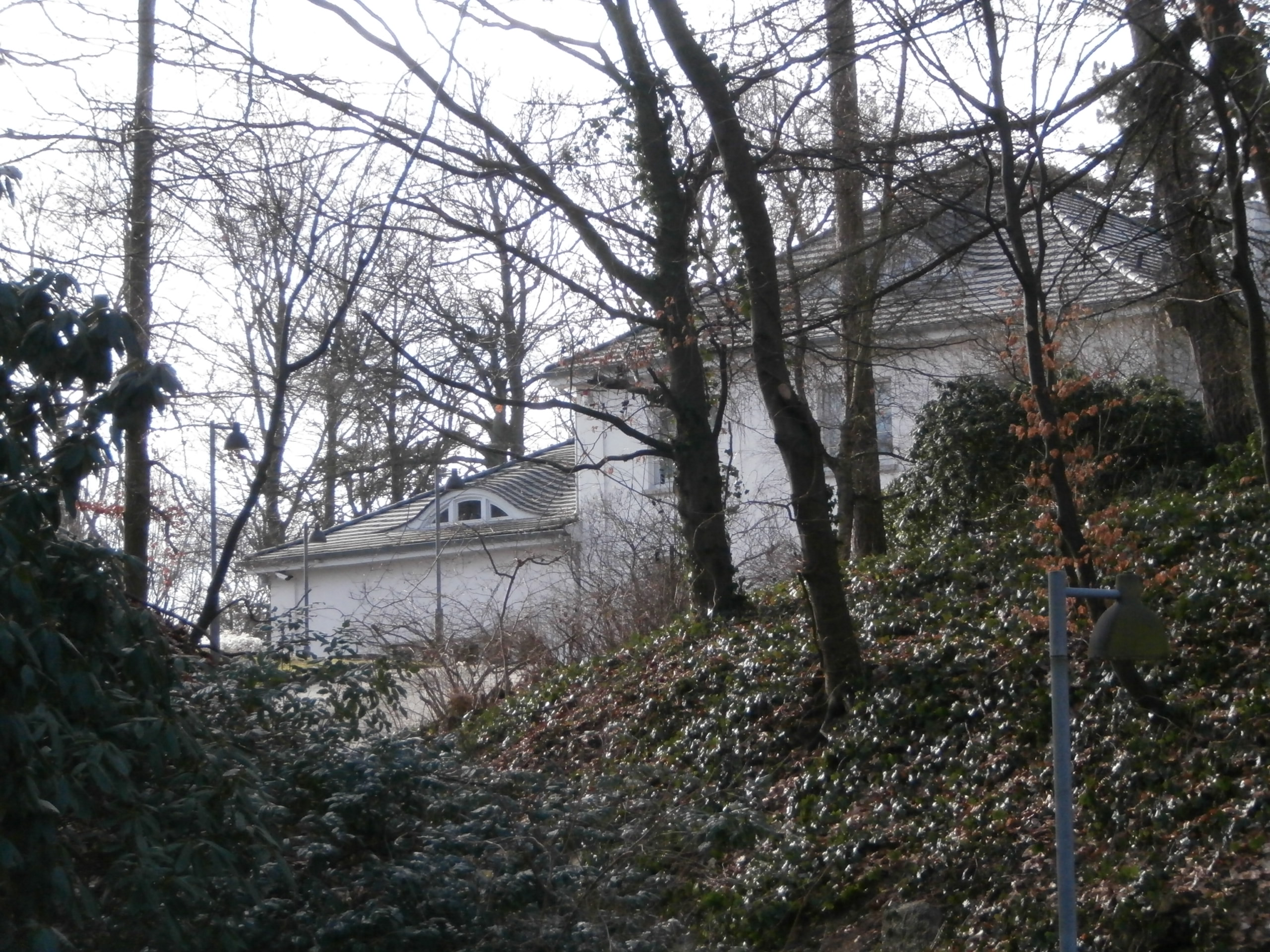
Villa Otto Illies (1911)

Von 1908 bis 1911 führte er eine Ateliergemeinschaft mit Hans Delbrück in Berlin. 1908 beteiligte er sich an der Ausstellung der Berliner Secession.
1910 starben seine Eltern. Mit dem ererbten beträchtlichen Vermögen baute sich Illies 1911 auf dem Falkenstein nach Entwürfen von Walther Baedeker eine repräsentative Villa, in deren Nordflügel das Atelier eingerichtet war. Er wurde 1920 Mitglied der Hamburgischen Künstlerschaft und 1922 des Hamburger Künstlervereins von 1832. 1924 übersiedelte er nach Wernigerode.
In der Zeit des Nationalsozialismus war er obligatorisch Mitglied der Reichskammer der bildenden Künste. Sicher belegt ist lediglich seine Teilnahme an der Ausstellung von Gemälden und Bildwerken von Künstlern aus dem Gau Magdeburg-Anhalt 1938 im Magdeburger Kunstverein und 1943 im Kaiser-Friedrich-Museum an der Kunstausstellung des Gaues Magdeburg-Anhalt.
Illies wurde vor allem als Landschaftsmaler bekannt. Eine besondere Rolle in seiner Bildwelt spielen Bäume, insbesondere Obstbäume, außerdem Steinbrüche, Felsen und Bergwerksstollen (Pinge). Illies leistete auch als Interieur- und vor allem als Blumenmaler Bedeutendes.
Das Gleimhaus in Halberstadt bewahrt einen großen Teil seines künstlerischen und schriftlichen Nachlasses.

## Werke (Auswahl)

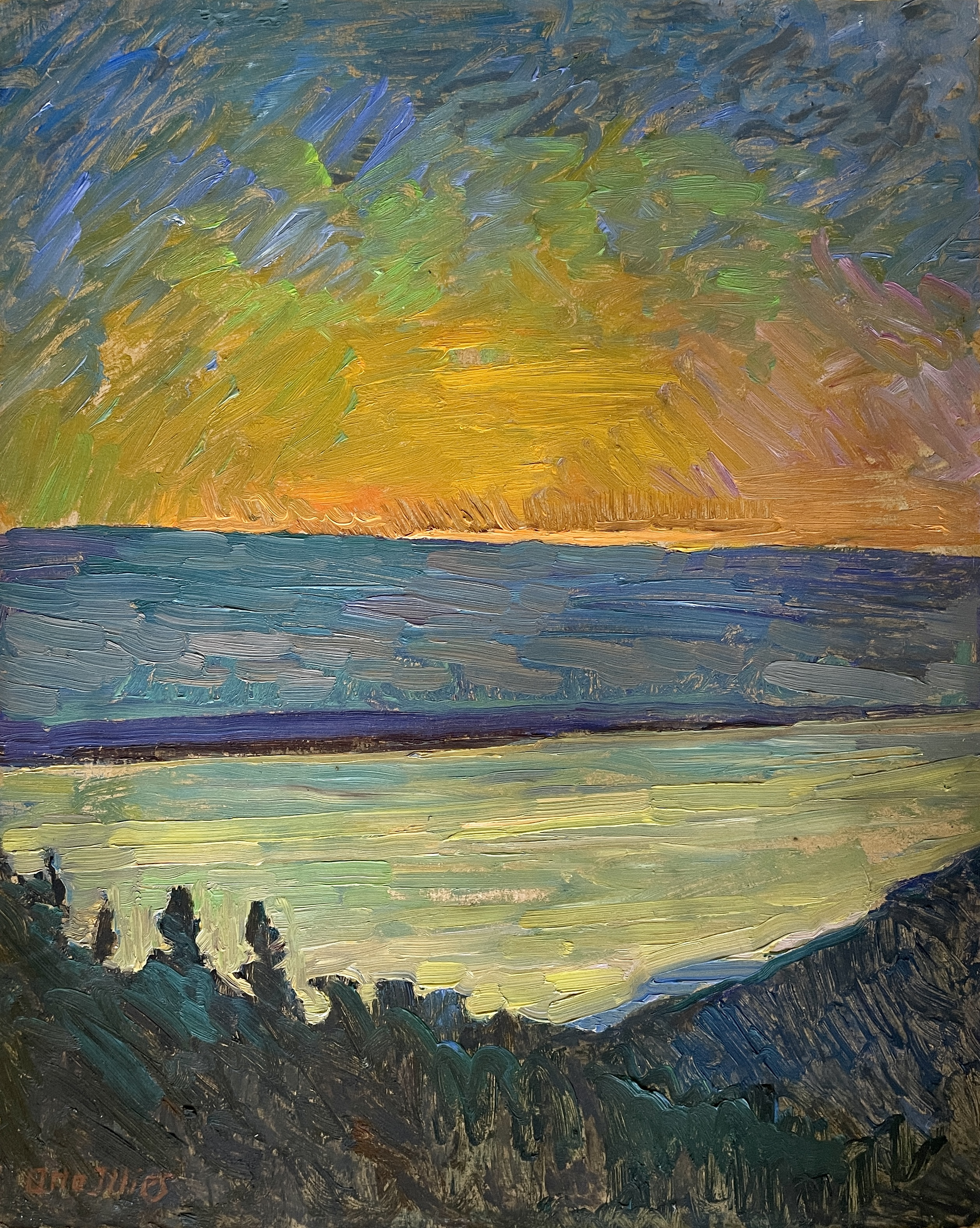
Blick auf die Elbe, 1919, Ölgemälde

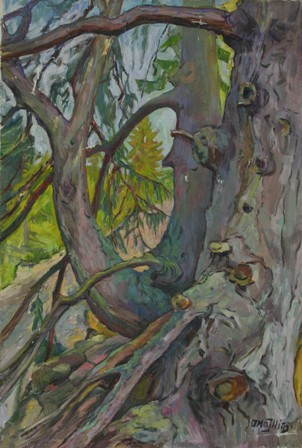
Baumwurzel, 1925/50, Ölgemälde

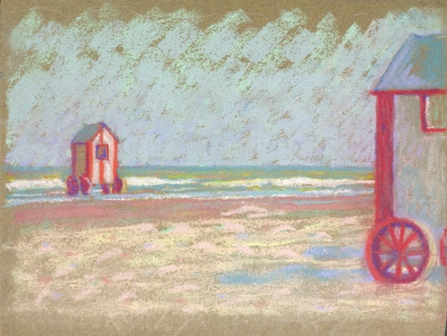
Knocke-sur-Mèr, um 1910, Pastell

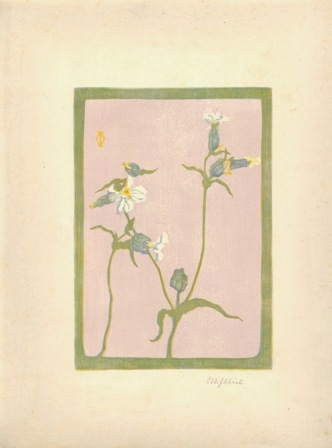
Lichtnelke, 1907, Linolschnitt

### Ölgemälde
- Abend an der Elbe (1900)
- Blick von Falkenstein auf die Elbe (1900)
- Teetassen-Stilleben, um 1905, Gleimhaus Halberstadt
- Landstraße bei Saalborn, um 1905, Hamburger Kunsthandel
- Inneres einer Räucherkate im Alstertal, um 1906, Hamburger Kunsthandel
- Holsteiner Obstgarten (Möltenort), 1906, Privatbesitz Sierksdorf
- Obstbaum, um 1907, Gleimhaus Halberstadt
- Am Falkenstein (1910)
- Strandlandschaft, 1909/10, Gleimhaus Halberstadt
- Steinbruch bei Saalborn, 1911, Kulturhistorisches Museum Magdeburg
- Föhn (Wamberg), um 1912, Gleimhaus Halberstadt
- Kalter Tag (Wamberg), um 1912, Privatbesitz Göttingen
- Kalter Tag (um 1913), Göttinger Privatbesitz
- Hasental bei Garmisch-Partenkirchen, um 1914, Gleimhaus Halberstadt
- Kachelofen, um 1915, Hamburger Kunsthalle
- Blick auf die Elbe, 1919, Privatbesitz Hamburg
- Speisesaal in der Villa des Künstlers am Falkenstein, um 1920, Gleimhaus Halberstadt
- Baumwurzel (1925/50), Gleimhaus Halberstadt
- Harzer Pinge, 1926, Privatbesitz Magdeburg
- Waldpartie bei Wernigerode, um 1930, Harzmuseum Wernigerode
- Wurzel, um 1930, Harzmuseum Wernigerode
- Alpenwald, um 1930, Stiftung Dome und Schlösser Sachsen-Anhalt
- Selbstporträt, um 1912, Gleimhaus, Halberstadt
- Harzlandschaft, 1951, 65 × 80 cm[2][3]

Undatiert:
- Waldpartie in Wohldorf-Ohlstedt
- Liegender Mädchenakt

### Pastelle
- Knocke-sur-Mer (um 1910), Gleimhaus Halberstadt
- Unbeständiges Wetter (1946 ausgestellt auf der Ausstellung bildender Künstler des Bezirks Magdeburg in Magdeburg)

### Holz- und Linolschnitte
- Lichtnelke (Linolschnitt, 1907)
- Falkenstein (Holzschnitt, um 1927)
- Falkenstein (Holzschnitt, 1930)
- Landschaft (Holzschnitt, 1930)
- Hofgebäude mit Baum (Holzschnitt, 1930)
- Arnika (Linolschnitt, zweifarbig, um 1930)
- Wellen und Wolken (Holzschnitt, 1932)
- [Ohne Titel] (Zweifarbiger Linolschnitt, 1932)

## Ausstellungen nach 1945 (unvollständig)

### Gruppenausstellungen
- 1946: Magdeburg, Magdeburger Museen („Ausstellung der bildenden Künstler des Bezirks Magdeburg“)[4]

### Postume Einzelausstellungen
- 1995: Großjena, Galerie im Gutshaus und (Gemälde, Pastelle, Graphik)
- postum 2009: Halberstadt, Gleimhaus ("Farben-Schöpfung. Otto Illies. Yokohama - Hamburg - Wernigerode")